# Far Al Udayn (huyện)
Huyện Far Al Udayn là một huyện thuộc tỉnh Ibb, Yemen. Đến thời điểm năm 2003, huyện này có dân số 89011 người